# Matt LeFever
Matthew LeFever (* 1977 oder 1978 in New Jersey) ist ein US-amerikanischer Footballtrainer und ehemaliger -spieler.

## Leben
LeFever spielte als Schüler Football an der Ocean City High School sowie von 1997 bis 2000 an der Western Connecticut State University. Mit 5762 Yards durch Passspiel setzte sich der Quarterback an die Spitze der ewigen Bestenliste der Hochschulmannschaft. Er wechselte ins Profilager und war 2001 in der Hallenfootballliga af2 Spieler der Mid-South/Memphis Xplorers. 2002 stand er in derselben Liga bei den Cape Fear Wildcats unter Vertrag.
In den Jahren 2006 und 2007 verstärkte LeFever die Hamburg Eagles in Deutschlands zweiter Liga, im Frühjahr 2008 wurde er von den Kiel Baltic Hurricanes verpflichtet, somit wechselte er in die höchste deutsche Spielklasse, die GFL. Mit der Mannschaft aus der Landeshauptstadt Schleswig-Holsteins stand er Ende September 2009 im Endspiel um die deutsche Meisterschaft, unterlag jedoch den Braunschweig Lions. In Kiel war sein Bruder Greg sein Mannschaftskamerad. 2009 schloss er sich den Hildesheim Invaders an, für die er vorerst bis 2011 erst in der zweiten Liga, dann in der Regionalliga spielte. In der Saison 2012 war er als Angriffskoordinator bei den Hannover Spartans (Regionalliga) beschäftigt. 2016 spielte er wieder in Hildesheim und war Teil des Trainerstabs.
Im Vorfeld der Saison 2017 übernahm er bei den Starnberg Argonauts das Amt des Cheftrainers, im September 2017 kehrte er im selben Amt zu den Hildesheim Invaders (mittlerweile in der GFL) zurück. Anfang September 2019 wurde er in Hildesheim nach drei Niederlagen in Folge seines Amtes enthoben.